# Chimedbazaryn Damdinsharav
Chimedbazaryn Damdinsharav (Guchin-Us, Mongolia, 21 de marzo de 1945) es un deportista mongol retirado especialista en lucha libre olímpica donde llegó a ser medallista de bronce olímpico en México 1968.

## Carrera deportiva
En los Juegos Olímpicos de 1968 celebrados en México ganó la medalla de bronce en lucha libre olímpica estilo peso mosca, tras el luchador japonés Shigeo Nakata (oro) y el estadounidense Richard Sanders (plata).